# Esopolitica
Esopolitica è un termine utilizzato, nell'ambito della teoria del complotto sugli UFO, per alludere ad una presunta ingerenza occulta degli extraterrestri sugli eventi della politica mondiale, al fine di controllarla e manipolarla.
Il termine – coniato da Michael E. Salla e utilizzato poi da ufologi come Roberto Pinotti (che ha parlato anche di «esodiplomazia») – richiama la teoria del complotto alieno, specialmente nella visione cospirazionista di David Icke.
È da non confondersi col termine «esobiologia» che, pur con un approccio prevalentemente speculativo, indaga con metodo scientifico la possibilità della vita extraterrestre e la sua eventuale natura.